# Staffan Broms
Gustaf Staffan Broms, född 24 januari 1917 i Stockholm, död 30 oktober 1995 i Djursholm, var en svensk sångare och gitarrist.

## Biografi
Broms spelade i orkestrar ledda av Emil Iwring, Hasse Kahn, Miff Görling med flera. Han var också verksam som skeppsmäklare, och under andra världskriget arbetade han även på svenska ambassaden i London samt var hallåman för BBC:s sändningar på svenska. Under 1950-talet blev han populär som schlagersångare hos skivbolaget Metronome. År 1956 engagerades han som gitarrist i Anders Burmans orkester, och därefter spelade han jazz- och dansmusik i olika orkestrar. 
Broms deltog i Melodifestivalen 1959 med bidraget Dags igen att vara kära. Han spelade inte in den själv på skiva, men det gjorde bland andra Brita Borg och Tosse Bark. 
När swingmusiken återigen blev populär under 1970-talet (med till exempel "Happy jazz" på jazzklubben Stampen) spelade han med olika orkestrar, bland annat med Ove Lind. Lind och Broms samarbetade bl.a. i Swingtime-gruppen som spelade in låten Swing it Again år 1965. Han vikarierade också för Sten Carlberg som gitarristen "Öset Luhring" i Helmer Bryds Eminent Five Quartet.
Staffan Broms är begravd på Norra begravningsplatsen i Stockholm.
Broms mor var föreståndare för Broms skola.

## Filmografi
- 1952 – Drömsemester
- 1985 – Smugglarkungen

## Teater och revy

### Roller (ej komplett)
| År   | Roll        | Produktion                                                                             | Regi         | Teater       |
| ---- | ----------- | -------------------------------------------------------------------------------------- | ------------ | ------------ |
| 1952 | Medverkande | Här håller vi hus, revy Nils Perne, Sven Paddock, Lars Perne och Carl-Gustaf Lindstedt | Sven Paddock | Scalateatern |